# Rocio Boudi
Rocio Boudi (28 de janeiro de 1986) é uma praticante de taekwondo argentina e medalhista pan-americana no Rio 2007.